# Rudolf Rittner
Rudolf Rittner (30. června 1869 Bílý Potok u Javorníku – 4. února 1943 Bílý Potok u Javorníku) byl moravsko-německý divadelní a filmový herec.

## Život

### Mládí
Narodil se jako syn starosty Bílého Potoka Franze Rittnera, do rodiny sudetských Němců. Ze svého rodiště odešel ve dvanácti letech studovat hudbu na konzervatoř do Vídně.

### Divadelní dráha
Po jejím završení působil v divadle Residenztheater v Berlíně, dále vystupoval v Kolíně nad Rýnem a Hamburku. V roce 1894 se vrátil do Berlína, tentokrát do Deutsches Theater, kde působil deset let, dokud se nepřesunul do Lessingtheater.
V roce 1893 ztvárnil roli Hanse při premiéře hry Maxe Halbeho Mládí. Později se stal známým především díky rolím v inscenovaných soudobých dílech Gerharta Hauptmanna, jako jsou Fuhrmann Henschel, Moritz Jäger v Tkalcích a Florian Geyer ve stejnojmenném titulu o německém rytíři a diplomatovi z 16. století. Byl to také Florian Geyer, kdo měl Rittnerovi dopomoci k velké slávě, neboť díky svému hereckému talentu výrazně dopomohl úspěchu hry, které zprvu nebyla veřejností věnována velká pozornost. V osudové roli jej roku 1906 zachytil malíř Lovis Corinth.
V letech 1903–1908 si nechal postavit vilu podle svého návrhu, do které se uchýlil po ukončení své herecké kariéry. Vila byla také nazývána Kozí hrádek, neboť zde Rittner choval kozy. V roce 1907, na vrcholu své kariéry ve věku 38 let, k širokému překvapení veřejnosti opustil divadelní svět a odešel do svého rodiště, aby se mohl věnovat farmářské práci na svém statku. Poté byl pouze krátce členem představenstva Sozietät des Deutschen Künstlertheaters (Společnost divadla německých umělců).
V roce 1922 se Rittner vrátil do veřejného života. Záhy započal kariéru filmového herce: ztvárnil roli kapitána Romonta v němém filmu Hrabě z Charolais, o dva roky později ho bylo možné vidět jako Rüdigera von Bechelarena v populárním filmu Fritze Langa Nibelungové (Die Nibelungen), v roce 1927 pak jako Hanse Sachse v Der Meister von Nürnberg, u nějž se také podílel na scénáři. Po svém posledním filmu, německo-švédském koprodukci Otcové a synové (Väter und Söhne), se v roce 1930 ve věku 61 let definitivně stáhl z uměleckého prostředí.

### Úmrtí
Rudolf Rittner zemřel 4. února 1943 na svém statku v Bílém Potoku a byl pohřben na zdejším hřbitově. Po jeho smrt byly opětovně připomenuty jeho herecké úspěchy.

## Dílo

### Divadelní hry (autor)
- Wiederfinden (Znovunalezení, 1901)
- Narrenglanz (1906)

### Filmografie
- Der Graf von Charolais (1922)

- Ein Glas Wasser (1923)
- Die Nibelungen (1924)
- Zur Chronik von Grieshuus (1925)
- Der Wilderer (1925)
- Der Mann im Feuer (1926)
- Der Meister von Nürnberg (1927)
- Der fröhliche Weinberg (1927, podle stejnojmenné divadelní hry od Carla Zuckmayera)
- Väter und Söhne (1930)